# جورج إميل هانسن
جورج إميل هانسن (بالدنماركية: Georg E. Hansen)‏ هو مصور دنماركي، ولد في 12 مايو 1833 في Næstved ‏ في الدنمارك، وتوفي في 21 ديسمبر 1891 في فريدريكسبرغ في الدنمارك.